# 크래프트 하인즈
더 크래프트 하인즈 컴퍼니(The Kraft Heinz Company)는 미국의 식품 제조 기업이다. 2015년 하인즈(H. J. Heinz Co.)의 크래프트 푸즈 (Kraft Foods Co.) 합병으로 기준 북미에서 3번째로 큰 식음료 회사이자 세계에서 5번째로 큰 식음료 회사가 되었다.
대한민국에는 1986년에 서울식품공업이 미국 하인즈사 합작으로 서울하인즈 설립되었다 1999년 H.J.Heize그룹이 100% 투자한 국내현지법인 (주)한국하인즈 출범하였다 2017년 회사명을 (주)한국하인즈를 (주)크래프트하인즈코리아라는 사명으로 진출해있다.

## 합병
H. J. 하인즈와 크래프트 푸즈 간 합병은 3G 캐피탈과 버크셔 해서웨이의 주도로 2015년에 이루어졌다. 2016년 기준 265억불의 매출을 달성하였다. 본사는 일리노이주 시카고와 펜실베이니아주 피츠버그에 각각 있으며, 전세계 40개국에 진출해있다. 합병으로 하인즈 주주들은 합병된 회사의 지분 51%를 보유하게 되며 크래프트 주주들은 49%를 보유하게 되었다. 크래프트 주주들은 주당 16.50달러의 특별 배당금도 받는다. 2017년 유니레버 인수를 제안 후 철회하였다.

## 보유 브랜드
- 10억달러 이상 매출 브랜드(8개): 크래프트, 하인즈, 오스카마이어, 플랜터스, 벨비타, 런처블스, 필라델피아, 맥스웰하우스
- 5억달러 이상 10억달러 이하 사이의 매출 브랜드(5개): 쿨에이드, 크래커 배러, 오레 아이다, 젤로, 카프리선

## 참고 문헌
- Kim, Susanna (2015년 3월 25일). “How the New Kraft Heinz Co. Is About to Take Over Your Kitchen”. ABC 뉴스. 2015년 3월 26일에 확인함.